# Prins Karls Forland
Das Prins Karls Forland (deutsch Prinz-Karl-Vorland) ist eine auffällig langgestreckte Insel an der Westküste des zu Norwegen gehörenden  Spitzbergen-Archipels im Nordatlantik. Die Insel ist 86 km lang, aber nur zwischen 5 und 11 km breit und hat somit eine Fläche von 615 km². Prins Karls Forland ist unbewohnt und wird auch heute nur selten besucht. Dies liegt daran, dass die Gewässer um die Insel teilweise sehr flach und dadurch mit Schiffen schwer zu befahren sind. Außerdem gestalten sich Landungen aufgrund der hohen Brandung zum Teil sehr schwierig.

## Klima
Wie auf dem gesamten Svalbard-Archipel ist das Klima der hohen geografischen Breite entsprechend hocharktisch. Prins Karls Forland allerdings wird relativ stark vom warmen Westspitzbergenstrom (dem letzten nördlichen Ausläufer des Golfstroms) beeinflusst, sodass zumindest die meerzugewandte Westküste meist im Sommer und sogar Winter eisfrei bleibt. Der Forlandsund (die Meerenge zwischen Prins Karls Forland und der Insel Spitzbergen) dagegen liegt relativ geschützt vor Meeresströmungen und friert im Winter meist zu. Allgemein gilt, dass auf Prins Karls Forland höhere Temperaturen und höherer Niederschlag herrschen als in den meisten anderen Regionen Svalbards.

## Geologie
Prins Karls Forland und der Forlandsund bilden ein geologisch komplexes Mosaik. Überwiegend besteht die Insel aus metamorphem Gebirgsgestein (Schiefer, Phyllite, Karbonate etc.), das hier als langgestreckter tektonischer Horst an die Oberfläche tritt.

## Landschaft
Ein sattelförmiger Berg im Süden ist durch eine weitläufige Tiefebene vom gebirgigen Norden getrennt, so dass aus der Distanz schnell der Eindruck entsteht, es handle sich um zwei Inseln. Die wild-alpine Gebirgslandschaft im Norden erreicht mehrfach Höhen über 1000 m, wobei der Monacofjellet mit 1084 m der höchste Berg ist. Prins Karls Forland ist im Nordosten stark vergletschert. Zwischen den Bergen und der Küste befindet sich meist ein Stück flaches Land. Geschützte Buchten gibt es nicht.

## Flora und Fauna
Die Flora ist an weiten Flächen recht karg, nur in der Nähe von Vogelfelsen wird die Tundra kräftig-grün. An den steilen Behängen gibt es große Seevogel-Kolonien. Außerdem gibt es auf Prins Karls Forland die weltweit nördlichste Seehund-Kolonie und die einzigen Ruheplätze für Walrosse im Westen Svalbards.

## Geschichte
Prins Karls Forland war eine der ersten Regionen Svalbards, die dessen Entdecker Willem Barents im Jahr 1596 sichtete. Auch Walfänger, Pomoren und Trapper haben dort ihre eindeutigen Spuren hinterlassen. Im Jahre 1906, 1907 und 1909 erkundete und kartierte der schottische Polarforscher William Speirs Bruce die Insel und benannte deren höchste Erhebung (1084 m) nach seinem Sponsor, dem Fürsten von Monaco; der Berg trägt bis heute den Namen Monacofjellet. Die Insel ist nach Karl (1600–1649), Prince of Wales, später König von England benannt.

## Forlandet-Nationalpark
Auf Prins Karls Forland befindet sich der Forlandet-Nationalpark. Es befinden sich dort im Nationalpark auch zwei Vogelreservate, die vom 15. Mai bis zum 15. August nicht betreten werden dürfen. Auf der ganzen Insel ist jeglicher technischer Eingriff, jegliches Hinterlassen von Abfall, jegliche Störung oder Einführung von Tieren verboten. Dasselbe gilt für Pflanzen. Des Weiteren darf die Insel nicht mit motorisierten Fahrzeugen befahren werden.

## Bilder

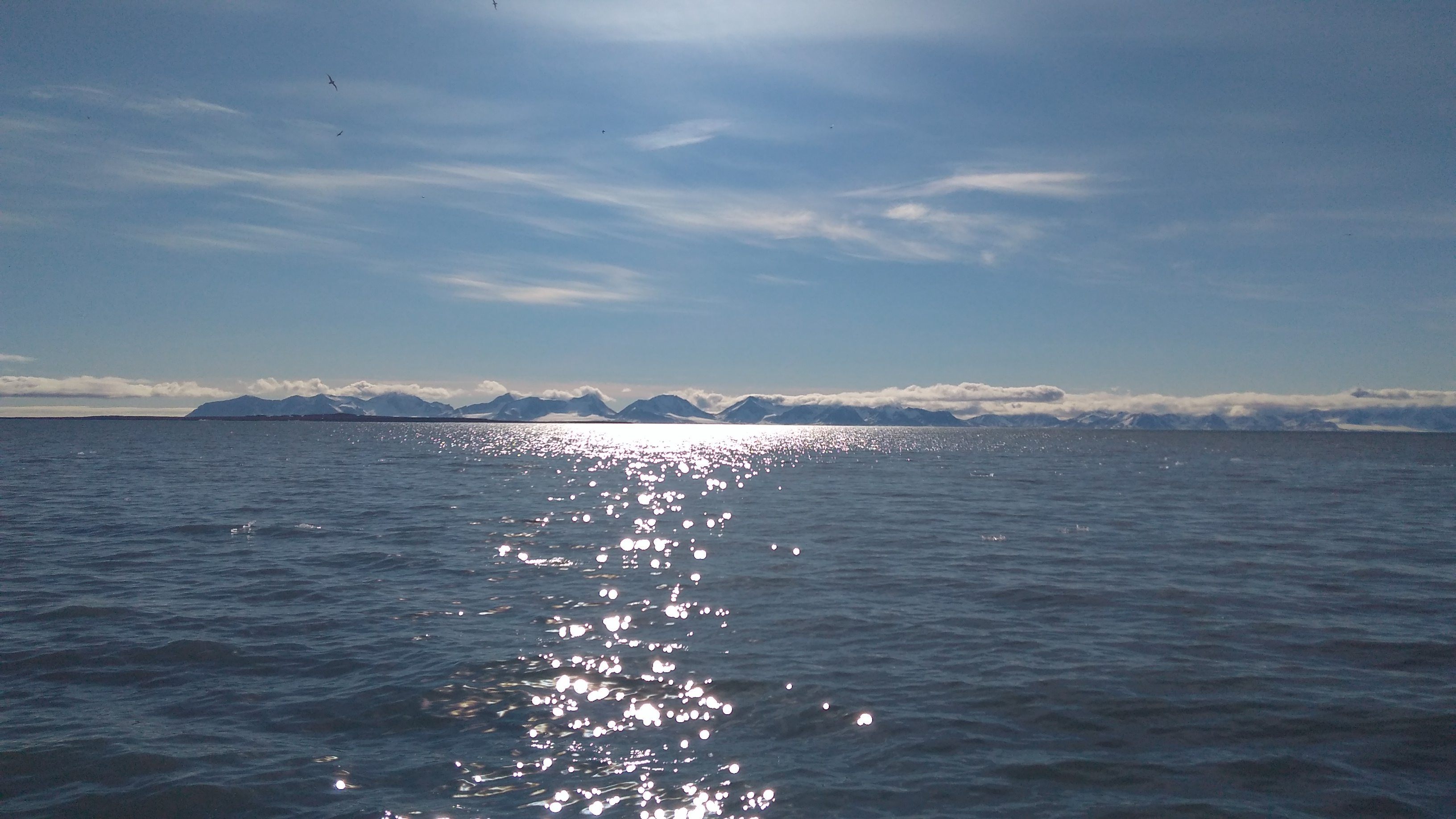
Prins Karls Forland, Juni 2017
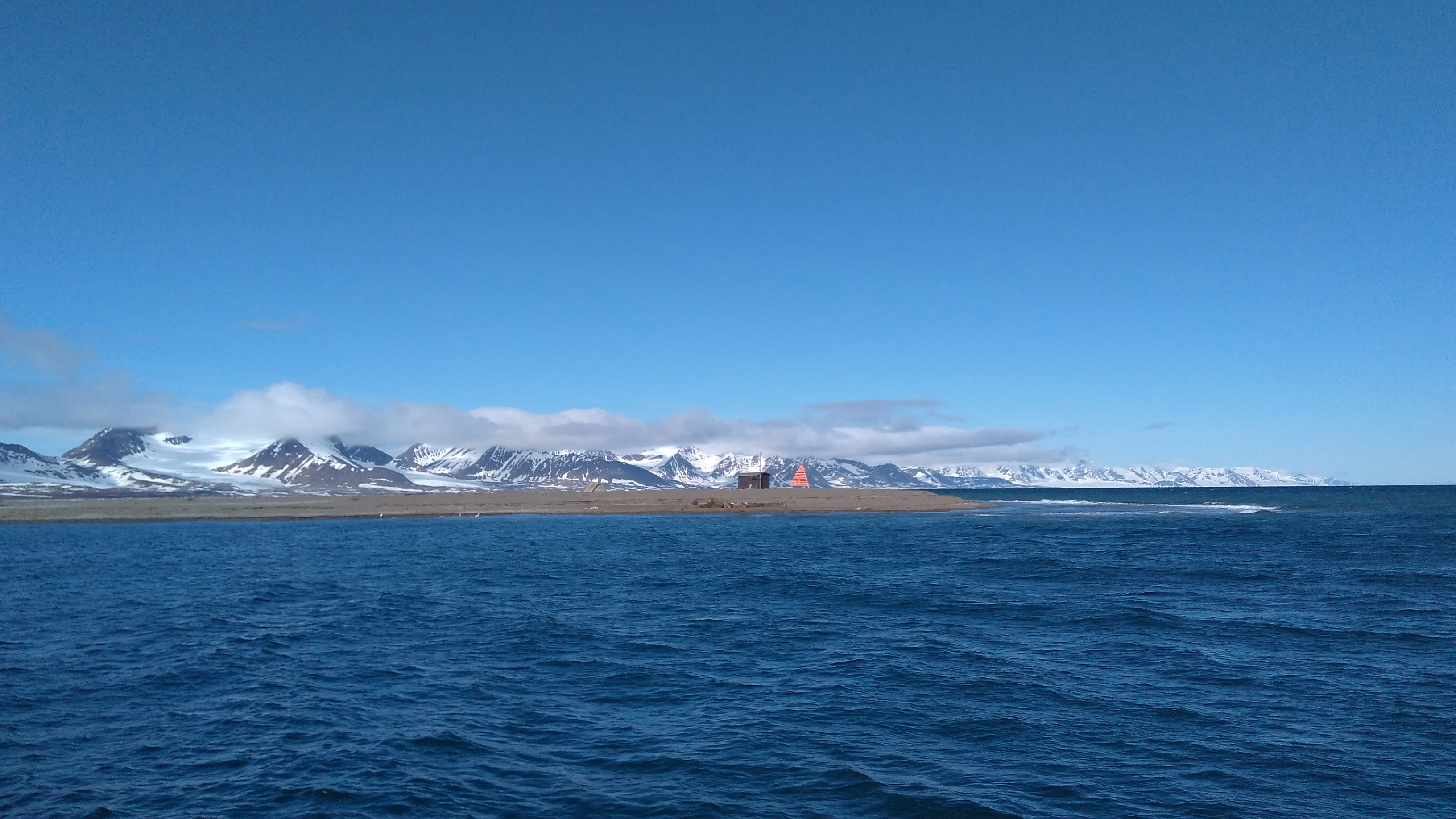
Prins-Karls-Forland mit Walross-Kolonie, Juni 2017